# Café raf
El café raf, también conocido simplemente como raf, es un café que se prepara añadiendo crema de leche calentada al vapor con una pequeña cantidad de espuma (0,5 cm) a una sola porción de expreso. A menudo se sirve con jarabe.
El raf es popular en Rusia y los países de la ex Unión Soviética. Es similar al café con leche, pero se diferencia en la adición de azúca de vainilla y crema de leche en lugar de leche. Apareció a finales de la década de 1990.

## Modo de preparación
En primer lugar se vierte un poco de jarabe en el recipiente del café y luego 35 mL de espresso. Luego agregamos la crema caliente con el azúcar de vainilla y calentamos todos los ingredientes a 65 °C en una cremera. A menudo, el raf terminado se espolvorea con canela molida. Existen diversas variantes de la bebida con la adición de ingredientes específicos: jarabe de arce, miel en lugar de azúcar, jarabe de saúco, lavanda, etc..

## Historia
Según la leyenda, el raf-coffee apareció como resultado de experimentos en la cafetería moscovita «Coffee Bean» en 1996-1997. Un visitante habitual del café, Rafael, se negó a beber las bebidas de café tradicionales y pidió al barista que inventara algo nuevo para él. Como resultado del experimento de tres baristas – Gleb Neveykin, Artem Berestov y Galina Samokhina – apareció la bebida de café "para Rafa". Era más suave y dulce que las bebidas de café tradicionales con leche Más tarde, los visitantes que se encariñaron con la novedad empezaron a pedir "un café como el de Rafa" y, con el tiempo, el nombre se redujo a "Raf-coffee" o simplemente "Raf". Con el paso del tiempo, a medida que los baristas se trasladaban a otras cafeterías, esta bebida comenzó a servirse también allí, ganando popularidad en cafeterías de toda Rusia Se considera una bebida de café bastante popular en Moscú y Rusia Para 2018, el "Raf-coffee" se extendió más allá de Rusia: las cafeterías lo preparan en Ucrania, así como en Kazajistán y Bielorrusia. Fuera de la CEI, el raf-coffee es prácticamente desconocido. (porque en inglés: rough coffee) en las cafeterías extranjeras, se llama "café grueso" al café de molienda gruesa, valorado por algunos aficionados al café por su sabor amargo característico.), aunque según algunos datos, esta bebida también se prepara en algunas cafeterías checas, en Israel e incluso en Indonesia.
Algunos expertos rusos en café critican el raf-coffee porque el sabor de la crema y el azúcar de vainilla prácticamente opacan el aroma del espresso. Yegor Neveykin considera que la popularidad de este tipo de café es natural, ya que es "comprensible" para el consumidor: dulce y no fuerte. Sin embargo, los críticos coinciden en la opinión de que esta bebida de café es una de las pocas innovaciones cafeteras originarias de Rusia. Además, el mismo hecho de la popularidad de una bebida bastante dulce es señalado por ellos como una característica distintiva de la cultura cafetera rusa.